# Batalla d'Adrianòpolis (1829)
La batalla d'Adrianòpolis de 1829 fou un enfrontament entre Rússia i l'Imperi Otomà. El 2 de juliol de 1829 el general Diebitsch va iniciar l'ofensiva als Balcans, la primera des de la derrota russa del príncep Sviatoslav de Kíev a Adrianòpolis el 972. Un 35.000 russos van avançar a través de les muntanyes, rodejant i assetjant Shumla en el camí cap a Constantinoble. Els russos van capturar Burgàs deu dies després i els reforços otomans foren derrotats prop de Sliven (Bulgària) el 31 de juliol. El 22 d'agost, després d'una breu lluita, els russos van conquerir Adrianòpolis i van expulsar a la població musulmana de la ciutat i causant greus danys al palau otomà de la ciutat el Saray-i Djedid-i Amare. El 14 de setembre de 1829 el tractat d'Adrianòpolis va posar fi a la guerra.